# Michaelskapelle (Koblenz)

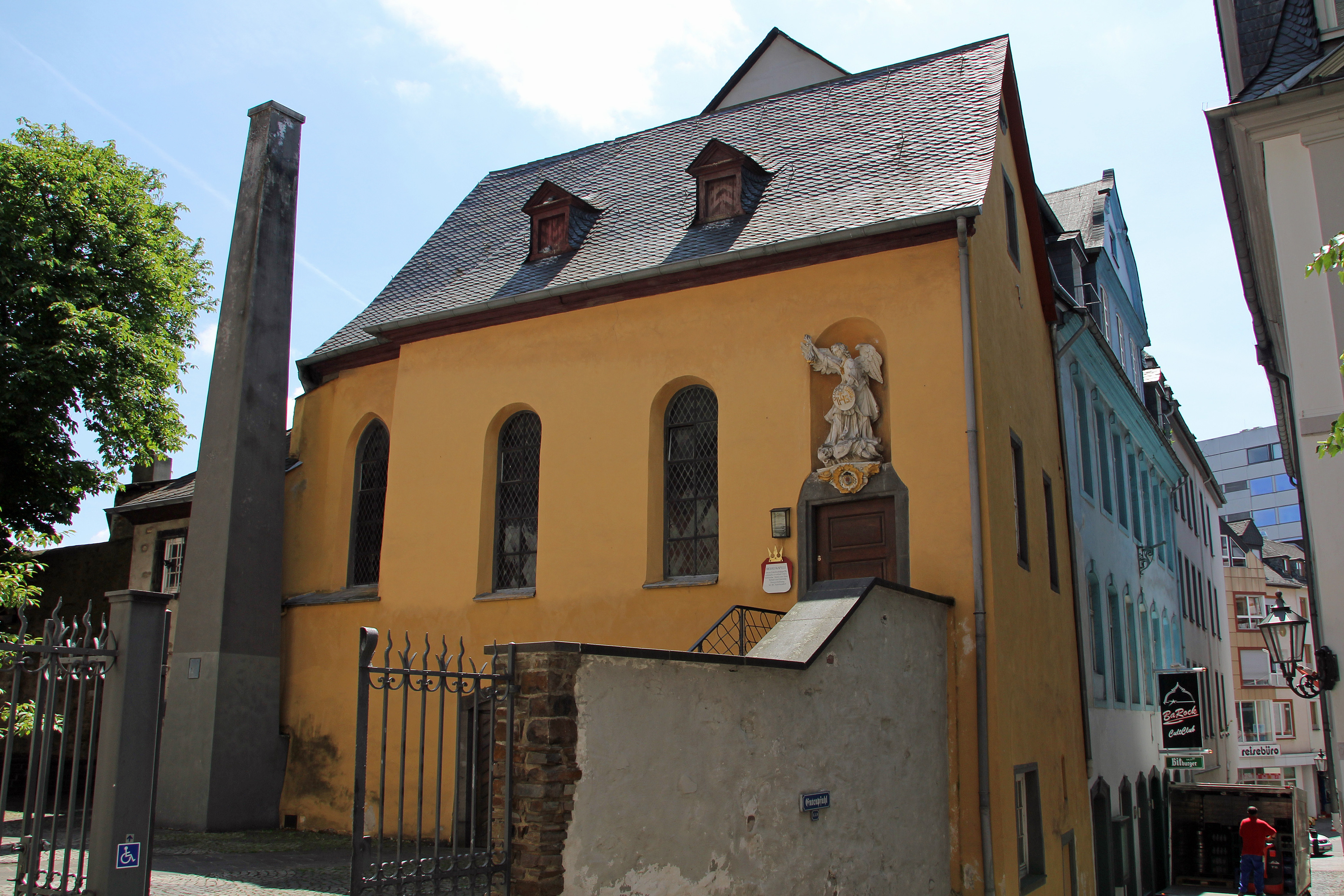
Die Michaelskapelle in der Altstadt von Koblenz

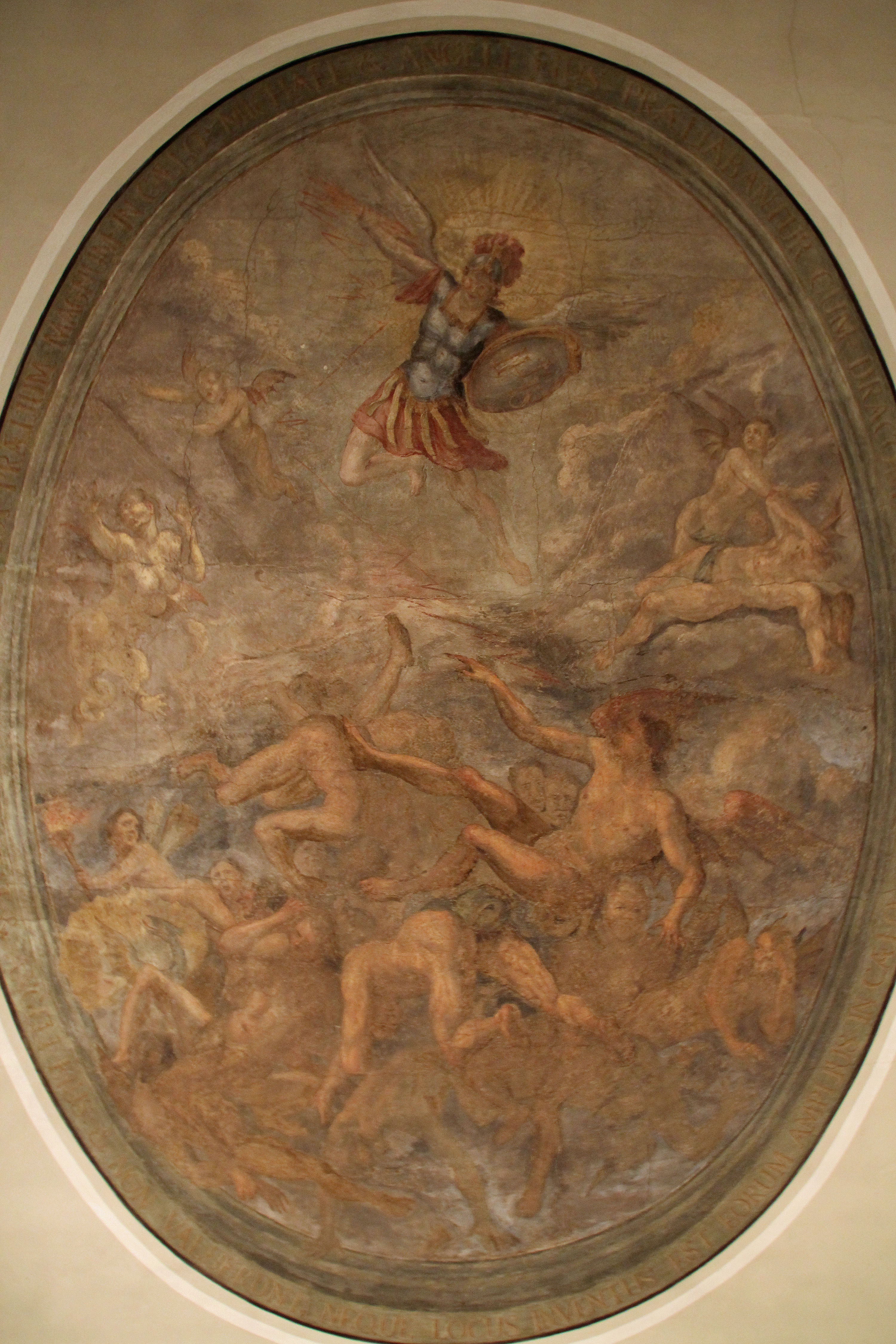
Deckengemälde „Sturz der Verdammten“

Die Michaelskapelle ist eine ehemalige Friedhofskapelle in der Altstadt von Koblenz. Die Kapelle befindet sich direkt neben der Liebfrauenkirche und trägt das Patrozinium des Erzengels Michael.
Seit 2002 ist die Michaelskapelle Teil des UNESCO-Welterbes Oberes Mittelrheintal.

## Geschichte
Die Michaelskapelle wurde erstmals 1321 erwähnt und auf einem Friedhof errichtet, der sich südlich des Chors der Liebfrauenkirche anschloss. Kirche, Friedhof und Kapelle befanden sich innerhalb der spätrömischen Stadtbefestigung auf einer Anhöhe. Die Kapelle wurde dabei auf dem Stumpf eines der römischen Rundtürme errichtet. Um 1500 wurde die gotische Apsis angebaut. Die Lage der Kapelle direkt am Rande der Anhöhe bewirkte, dass der Bau 1592 einzustürzen drohte. Deswegen wurde 1601 die dortige Giebelwand neu erbaut. Der Saal der Kapelle war 1660 so verfallen, dass man ihn neu errichten musste.

## Bau
Bei der Kapelle handelt es sich um einen zweigeschossigen Putzbau. Das niedrig gelegene Untergeschoss beherbergte das Beinhaus und wird heute als moderner Lagerraum genutzt. Im Obergeschoss, das über eine Treppe an der Nordwestecke erreichbar ist, befindet sich ein Saal mit eingezogener gotischer 5/8-Apsis und einem Kreuzrippengewölbe. Der Chorschluss ist mit Spitzbogenfenstern versehen. Im Sturz der Eingangstür ist die Jahreszahl 1660 und darüber in einer Rundnische die Figur des Erzengels Michael angebracht, der den Teufel besiegt. Unter der Figur befindet sich das Wappen des Pfarrers Matthias Dormanns mit der Jahreszahl 1752. Im Heizungskeller ist der römische Turmstumpf sichtbar.
Der barocke Saal mit Flachdecke ist zweiachsig ausgerichtet und mit Rundbogenfenstern versehen. An der Decke befindet sich ein großes ovales Gemälde aus der zweiten Hälfte des 18. Jahrhunderts, das den Erzengel Michael und den Sturz der Verdammten zeigt. Im gotischen Chor sind von der barocken Neuausstattung die geflügelten Engelsköpfe erhalten geblieben. In der Apsis befindet sich ein Kruzifix aus Terrakotta (19. Jahrhundert), das zuvor an der benachbarten Stadtmauer hing.

## Denkmalschutz
Die Michaelskapelle ist ein geschütztes Kulturdenkmal nach dem Denkmalschutzgesetz (DSchG) und in der Denkmalliste des Landes Rheinland-Pfalz eingetragen. Sie liegt in der Denkmalzone Altstadt.
Seit 2002 ist die Michaelskapelle Teil des UNESCO-Welterbes Oberes Mittelrheintal.